# 最後の挨拶
「最後の挨拶」（さいごのあいさつ、His Last Bow）は、イギリスの小説家、アーサー・コナン・ドイルによる短編小説。シャーロック・ホームズシリーズの一つで、56ある短編小説のうち44番目に発表された作品である。イギリスの「ストランド・マガジン」1917年9月号、アメリカの「コリアーズ・ウィークリー」1917年9月22日号に発表。同年発行の第4短編集『シャーロック・ホームズ最後の挨拶』(His Last Bow) に収録された。“シャーロック・ホームズの軍務”（The War Service of Sherlock Holmes）、そして“シャーロック・ホームズのエピローグ”（An Epilogue of Sherlock Holmes）との副題が付けられている。
ドイルはこの作品の発表後、再びホームズシリーズの断筆を宣言している。
「マザリンの宝石」とともに三人称で書かれる数少ない作品で、ホームズの世界の時系列として最後の事件、ホームズの引退作となった。ホームズシリーズの構成的な完結を見せている作品でもある。

## あらすじ
第一次世界大戦開戦直前のイギリスの郊外で、ドイツのスパイ、フォン・ボルクはフォン・ヘルリンク伯爵と会見し、翌日イギリスを引き払う段取りになった。
そこへフォン・ボルクが使っているアイルランド系アメリカ人のスパイ、アルタモントから電報が入り、入手したイギリス海軍の暗号簿を持って来るという。フォン・ボルクはアルタモントの能力を高く評価しており、この仕事のために500ポンドの報酬を用意していた。
打合せを終えたヘルリンク伯爵が帰った後、運転手付きの自動車に乗ってアルタモントがやってきた。彼は、約束どおりに暗号簿が入った包みを持っていた。アルタモントは自分の仲間が次々と逮捕されていることを伝え、自分の身にも危険が迫っていると訴えた。フォン・ボルクは、アルタモントにロッテルダム経由でアメリカに渡ることを勧め、暗号簿の包みを受け取った。それを開けてみると、中に入っていたのは「ミツバチの飼育法」という本だった。驚くフォン・ボルクに、すかさずアルタモントはクロロホルムを嗅がせて眠らせ、縛りあげた。アルタモントの正体はシャーロック・ホームズ、運転手はワトスンだった。ホームズはなかば隠居の身だったが、イギリスのある高官からの依頼に応じてスパイのふりをしていたのだ。彼が渡していた暗号情報は、にせものであった。フォン・ボルクの屋敷に勤めている女中もホームズの仲間で、フォン・ボルクがどこに電報や郵便を送り、どこから受け取ったのかは、ホームズには筒抜けだった。目覚めて暴れるフォン・ボルクを自動車に乗せてから、ホームズとワトスンは屋敷からの眺めを楽しんだ。ホームズが言った。「われわれの大砲が想像していたよりも大きく、軍艦が予想もしない速さで航行したら、敵は驚くだろうね」。

## 登場人物
ホームズとワトスン以外、ファーストネームは出て来ない。
フォン・ボルク
ドイツ人のスパイ。その情報能力により、本国での評価は高い。スポーツマンであり、イギリス人受けもいい。
フォン・ヘルリンク伯爵
ドイツ大使館の書記局長。ボルクの正体を知る数少ない人物。
アルタモント
ボルクに情報を提供するスパイ。アイルランド系アメリカ人でイギリスに忠誠心はないらしい。
シャーロック・ホームズ
探偵。引退して郊外で養蜂を営んでいたが、イギリス政府の依頼によりスパイの逮捕に乗り出す。
ジョン・H・ワトスン
ホームズの親友。久方振りにホームズに呼び出されてスパイ逮捕に付き合う。軍に復帰するつもりらしい。